# 삼축당 김씨
삼축당 김씨(三祝堂 金氏, 1890년 ~ 1970년 9월 23일)는 대한제국 고종의 후궁이다.

## 생애
본명은 김옥기(金玉基)로 양반 출신이던 김순옥(金順玉)의 2남 2녀 중 맏딸로 태어나, 8세에 나인으로 입궁하였으며 21세가 되던 해에 고종의 승은을 입고 8번째 후궁으로 책봉되었다. 가장 나이가 어린 후궁이었기 때문에 고종의 총애를 받았으나 후사를 낳지 못해 특별상궁의 지위에 머무르다가 고종 사망 후 사간동 집에서 고종의 또다른 후궁인 광화당 이씨와 함께 살았다. 이 때 순종은 법도를 깨고 아이를 낳은 후궁에게만 내리는 당호(堂號)와 금반지를 내려 삼축당(三祝堂)이라 부르게 하였다. 대한민국 정부가 수립된 후 제정된 구황실재산법의 구황족 범위에 포함되어 매달 10만환을 지급받았다. 말년에는 비구니로 불교에 귀의해 실상행(實相行)이라는 법명을 받았으며 1970년 9월 23일 오후 2시경 서울 세브란스 병원에서 사망했다. 묘는 경기도 남양주시의 홍유릉 안에 있다.